# Middle Andaman Island
Mittel-Andaman oder englisch Middle Andaman Island ist die größte der drei Hauptinseln der Andamanen im Indischen Ozean. Politisch gehört die Insel zum indischen Unionsterritorium Andamanen und Nikobaren.

## Geographie
Mittel-Andaman liegt im Zentrum des Archipels zwischen Nord-Andaman und Baratang, von denen die Insel nur jeweils durch eine nur wenige Hundert Meter breite Meerenge getrennt ist. Mittel-Andaman ist 68 km lang, bis zu 31 km breit und weist eine Fläche von knapp 1536 km² auf, was sie zur größten Insel sowohl der Andamanen als auch ganz Indiens macht. Die Insel erreicht nahe der Ostküste im Mount Diavolo eine Höhe von 512 Metern. Größte Stadt der Insel ist Rangat. Weitere bedeutende Orte sind Mayabunder, Billiground, Kadamtala, Bakultata und Betapur. Zum Stand der Volkszählung 2001 hatte die Insel insgesamt 54.385 Einwohner.

## Bevölkerung
An der Westküste Mittel-Andamans leben noch wenige hundert Jarawa, eine indigene Ethnie der Andamanen, die eine ebenfalls Jarawa genannte Sprache aus der Gruppe der andamanischen Sprachen sprechen. Vom ebenfalls indigenen Volk der Großen Andamanesen, beispielsweise der Bo, lebt heutzutage niemand mehr auf Mittel-Andaman. Die überwiegende Mehrheit der Bevölkerung bilden daher hauptsächlich vom indischen Festland her eingewanderte Ethnien und deren Nachfahren.

## Fauna
Auf Middle Andaman Island kommen die Indochinesische Waldratte (Rattus andamanensis), die Andamanen-Ratte (Rattus stoicus) und die Andamanen-Stachelweißzahnspitzmaus (Crocudira hispida) vor.